# Séries de televisão da Marvel da ABC
As séries de televisão da Marvel da ABC são um conjunto de séries de televisão americanas interconectadas criadas para a rede de transmissão ABC, baseadas em personagens que aparecem em publicações da Marvel Comics. Produzidas pela Marvel Television e ABC Studios, elas se passam no Universo Cinematográfico Marvel e reconhecem a continuidade dos filmes e de outras séries de televisão da franquia.
A primeira série de televisão no UCM foi Agents of S.H.I.E.L.D., criada pelo roteirista/diretor Joss Whedon de The Avengers (2012) para a Marvel Television e ABC. Estrelada por Clark Gregg como Phil Coulson, reprisando seu papel dos filmes, a série estreou em setembro de 2013 e durou sete temporadas até agosto de 2020. Ela foi acompanhada por Agent Carter, com Hayley Atwell reprisando seu papel de Peggy Carter dos filmes, por duas temporadas de janeiro de 2015 a março de 2016. Inhumans, um projeto planejado como um filme do UCM que foi redesenvolvido como uma série, foi lançada em 2017. A série estrelou Anson Mount e foi cancelada após uma única temporada.
Agents of S.H.I.E.L.D. estreou com altas classificações para a ABC, mas estas caíram constantemente e todas as três séries acabaram tendo audiências modestas. Críticas para S.H.I.E.L.D. comparou desfavoravelmente com os filmes do UCM no início, mas estas melhoraram e a reação a Agent Carter foi mais positiva. Inhumans não foi bem recebida. A Marvel e a ABC tentaram desenvolver várias outras séries juntas, incluindo um spin-off de S.H.I.E.L.D. chamado Marvel's Most Wanted e uma comédia baseada nos quadrinhos do Controle de Danos. O desenvolvimento de qualquer série futura foi interrompido quando a Marvel Television foi incorporada na Marvel Studios em dezembro de 2019, embora a ABC permaneceu comprometida em apresentar conteúdo da Marvel e começou discussões com a Marvel Studios para uma nova série logo depois.

## Desenvolvimento
Em julho de 2012, a Marvel Television entrou em discussões com a ABC para criar uma série ambientada no Universo Cinematográfico Marvel. Em agosto, a ABC encomendou um piloto para uma série chamada S.H.I.E.L.D., com o envolvimento do roteirista/diretor Joss Whedon de The Avengers (2012); mais tarde foi renomeada como Agents of S.H.I.E.L.D. Em janeiro de 2014, a série Agent Carter foi anunciada, se juntando a Agents of S.H.I.E.L.D. na ABC. Em novembro de 2016, a Marvel anunciou Inhumans, baseada na espécie de mesmo nome, após um filme planejado baseado nos personagens ter sido removido do calendário da Marvel Studios. Discutindo a lista mais ampla de séries da Marvel Television em agosto de 2019, Jeph Loeb explicou que as séries da ABC possuem conexões mais estreitas com os filmes do UCM em comparação com as outras séries do estúdio, especialmente com os protagonistas tanto de Agents of S.H.I.E.L.D. quanto de Agent Carter tendo se originados nos filmes antes da transição para suas séries de televisão. A Marvel Television foi incorporada na Marvel Studios em dezembro de 2019, com o desenvolvimento das futuras séries da Marvel Television interrompido. Apesar disso, a ABC permaneceu comprometida em apresentar conteúdo da Marvel, e o presidente da ABC Entertainment, Karey Burke, disse em janeiro de 2020 que a rede estava começando a conversar com Kevin Feige e a Marvel Studios sobre como seria uma possível série da Marvel Studios na ABC.

## Séries
| Série                  | Temporada | Temporada | Episódios | Originalmente exibida  | Originalmente exibida   | Showrunner(s)                                   |
| Série                  | Temporada | Temporada | Episódios | Primeira exibição      | Última exibição         | Showrunner(s)                                   |
| ---------------------- | --------- | --------- | --------- | ---------------------- | ----------------------- | ----------------------------------------------- |
| Agents of S.H.I.E.L.D. |           | 1         | 22        | 24 de setembro de 2013 | 13 de maio de 2014      | Jed Whedon, Maurissa Tancharoen, e Jeffrey Bell |
| Agents of S.H.I.E.L.D. |           | 2         | 22        | 23 de setembro de 2014 | 12 de maio de 2015      | Jed Whedon, Maurissa Tancharoen, e Jeffrey Bell |
| Agents of S.H.I.E.L.D. |           | 3         | 22        | 29 de setembro de 2015 | 17 de maio de 2016      | Jed Whedon, Maurissa Tancharoen, e Jeffrey Bell |
| Agents of S.H.I.E.L.D. |           | 4         | 22        | 20 de setembro de 2016 | 16 de maio de 2017      | Jed Whedon, Maurissa Tancharoen, e Jeffrey Bell |
| Agents of S.H.I.E.L.D. |           | 5         | 22        | 1 de dezembro de 2017  | 18 de maio de 2018      | Jed Whedon, Maurissa Tancharoen, e Jeffrey Bell |
| Agents of S.H.I.E.L.D. |           | 6         | 13        | 10 de maio de 2019     | 2 de agosto de 2019     | Jed Whedon, Maurissa Tancharoen, e Jeffrey Bell |
| Agents of S.H.I.E.L.D. |           | 7         | 13        | 27 de maio de 2020     | 12 de agosto de 2020    | Jed Whedon, Maurissa Tancharoen, e Jeffrey Bell |
| Agent Carter           |           | 1         | 8         | 6 de janeiro de 2015   | 24 de fevereiro de 2015 | Tara Butters, Michele Fazekas, e Chris Dingess  |
| Agent Carter           |           | 2         | 10        | 19 de janeiro de 2016  | 1 de março de 2016      | Tara Butters, Michele Fazekas, e Chris Dingess  |
| Inhumans               |           | 1         | 8         | 29 de setembro de 2017 | 10 de novembro de 2017  | Scott Buck                                      |

### Agents of S.H.I.E.L.D.(2013–2020)
O agente Phil Coulson monta uma pequena equipe de agentes da S.H.I.E.L.D. para lidar com novos casos estranhos. Depois que é descoberto que a organização terrorista Hidra se infiltrou na S.H.I.E.L.D. em Captain America: The Winter Soldier (2014), Coulson e sua equipe devem reconstruir a organização e restaurar a confiança do governo e do público. Agora trabalhando em segredo, Coulson e sua equipe entram em contato com os Inumanos, uma raça de super-humanos. Após a derrota da Inumano Hive, e com a Hidra destruída, S.H.I.E.L.D. se torna novamente uma organização legítima. Coulson e a equipe enfrentam pessoas e ameaças mais aprimoradas, incluindo Robbie Reyes / Ghost Rider e os Life Model Decoys. Coulson e membros de sua equipe são eventualmente sequestrados para o futuro, onde devem tentar salvar a humanidade enquanto descobrem como voltar para casa. Após a morte de Coulson, os agentes da S.H.I.E.L.D. se dividem em dois grupos: um vai ao espaço para encontrar Fitz, que está perdido desde a viagem no tempo, enquanto o outro permanece na Terra para enfrentar uma equipe de mercenários liderados por Sarge, um homem que se parece com Coulson. A equipe, incluindo um Life Model Decoy de Coulson, pulam ao longo do tempo para evitar que os Chronicoms estabeleçam a Terra como seu novo lar, Chronyca-3, e erradiquem a S.H.I.E.L.D. da história.
Em agosto de 2012, a ABC encomendou um piloto de uma série chamada S.H.I.E.L.D., a ser escrito por Joss Whedon, Jed Whedon e Maurissa Tancharoen, e dirigido por Joss Whedon. Mais tarde renomeada para Agents of S.H.I.E.L.D., a série foi oficialmente encomendada em 10 de maio de 2013, com 22 episódios. Jed Whedon, Tancharoen e Jeffrey Bell atuam como showrunners da série, enquanto Clark Gregg reprisa seu papel dos filmes como Phil Coulson. A série foi renovada para uma segunda temporada em 8 de maio de 2014, uma terceira em 7 de maio de 2015, uma quarta em 3 de março de 2016, uma quinta em 11 de maio de 2017, uma sexta em 14 de maio de 2018, e uma sétima e última temporada em 16 de novembro de 2018; a sexta e a sétima temporadas consistem em 13 episódios cada.
A  primeira temporada, que estreou em 24 de setembro de 2013, exibiu episódios diretamente relacionados aos eventos dos filmes Thor: The Dark World (2013) e Captain America: The Winter Soldier. A revelação em The Winter Soldier de que a S.H.I.E.L.D. foi infiltrada pela Hidra teve um grande impacto na série. Sobre a sinergia que a série teve com a abordagem dos eventos do filme, Loeb disse, "É uma experiência extremamente única que não existe em nenhum outro lugar no mundo do entretenimento." A segunda temporada, que estreou em 23 de setembro de 2014, introduz os Inumanos ao UCM. Além disso, um ponto de virada recorrente nas duas primeiras temporadas envolveu o corpo de um Kree, uma raça alienígena que desempenha um papel significativo em Guardiões da Galáxia (2014). A terceira temporada, que estreou em 29 de setembro de 2015, introduz a equipe Guerreiros Secretos, apresentando novos personagens Inumanos inspirados na história em quadrinhos de mesmo nome, assim como os Life Model Decoys. A quarta temporada, que estreou em 20 de setembro de 2016, mostra o Ghost Rider introduzido ao UCM, e se conecta à segunda temporada do Agent Carter, assim como Doutor Estranho (2016). Os últimos quatro episódios da quinta temporada, que estreou em 1 de dezembro de 2017, coincidem com os eventos de Avengers: Infinity War (2018). A sexta temporada estreou em 10 de maio de 2019, e a sétima temporada estreou em 27 de maio de 2020. O final da série em duas partes foi ao ar em 12 de agosto de 2020.
Vários atores reprisam seus papéis dos filmes do UCM na primeira temporada: Cobie Smulders como Maria Hill, Samuel L. Jackson como Nick Fury, Maximiliano Hernández como Jasper Sitwell, e Jaimie Alexander como Sif. Além disso, Titus Welliver reprisa seu papel de Felix Blake dos curtas-metragens Marvel One-Shots. Na segunda temporada, Alexander e Smulders retornam, enquanto Hayley Atwell aparece como Peggy Carter, Neal McDonough como Timothy "Dum Dum" Dugan, Kenneth Choi como Jim Morita, e Henry Goodman como Dr. List, todos de filmes anteriores do UCM novamente; Atwell aparece em um crossover provocando sua série autônoma, Agent Carter. Na terceira temporada, William Sadler reprisa seu papel como Matthew Ellis de Homem de Ferro 3 (2013), e Powers Boothe reaparece como Gideon Malick, seu personagem anteriormente sem nome de The Avengers.

### Agent Carter(2015–2016)

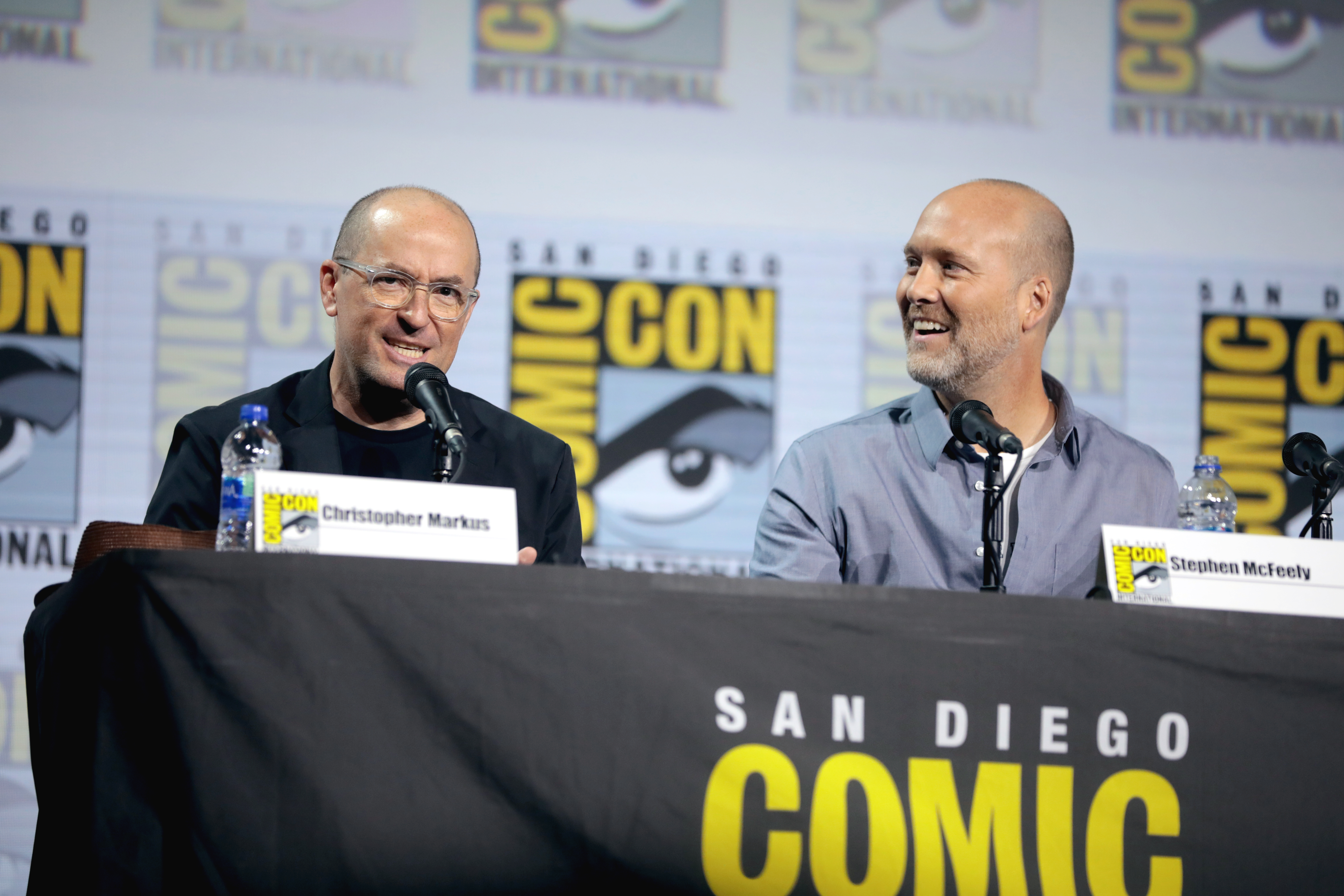
Christopher Markus e Stephen McFeely, criadores de Agent Carter.

Em 1946, Peggy Carter deve equilibrar o trabalho de escritório rotineiro que ela faz para a Reserva Científica Estratégica enquanto secretamente auxilia Howard Stark, que se encontra incriminado por fornecer armas mortais a inimigos dos Estados Unidos. Carter é auxiliada pelo mordomo de Stark, Edwin Jarvis, para encontrar os responsáveis e se livrar das armas. Carter eventualmente se muda da cidade de Nova York para Los Angeles para lidar com as ameaças da nova era atômica, ganhando novos amigos, um novo lar e um possível novo amor.
Em setembro de 2013, a Marvel estava desenvolvendo uma série inspirada no curta-metragem Agent Carter do rótulo One-Shot, com Peggy Carter, e a série foi confirmada para estar em desenvolvimento em janeiro de 2014. O roteiro do piloto foi escrito pelo roteiristas de Capitão América: O Primeiro Vingador (2011) e Captain America: The Winter Soldier (2014), Christopher Markus e Stephen McFeely. Em 8 de maio de 2014, a ABC encomendou oficialmente a série Agent Carter. Tara Butters, Michele Fazekas e Chris Dingess atuam como showrunners na série, enquanto Hayley Atwell reprisa seu papel como Peggy Carter. A série foi renovada para uma segunda temporada em 7 de maio de 2015, e foi oficialmente cancelada pela ABC em 12 de maio de 2016.
A primeira temporada, que estreou em 6 de janeiro de 2015, apresenta as origens dos programas Viúva Negra e Soldado Invernal, que aparecem em vários filmes do UCM. A segunda temporada, que estreou em 19 de janeiro de 2016, apresenta a Darkforce, que se conecta com o personagem Marcus Daniels de Agents of S.H.I.E.L.D. e Doutor Estranho.
Na primeira temporada, Dominic Cooper reprisa seu papel de Howard Stark de O Primeiro Vingador. James D'Arcy interpreta Edwin Jarvis, o mordomo de Stark na série que eventualmente serve de inspiração para a inteligência artificial de Tony Stark, J.A.R.V.I.S. Costa Ronin interpreta um jovem Anton Vanko, o co-criador do reator arc com Stark. Chris Evans aparece como Steve Rogers / Capitão América por meio de imagens de arquivo de O Primeiro Vinagador. Neal McDonough e Toby Jones reprisam seus papéis como Timothy "Dum Dum" Dugan e Arnim Zola, respectivamente. Cooper e D'Arcy retornam para a segunda temporada.

### Inhumans(2017)
Após um golpe de estado, a Família Real Inumana, liderada por Raio Negro, foge para o Havaí, onde eles devem salvar a si mesmos e ao mundo.
Em novembro de 2016, a Marvel Television e a IMAX Corporation anunciaram Inhumans, a ser produzida em conjunto com a ABC Studios. Os dois primeiros episódios da série foram filmados inteiramente em câmeras digitais IMAX, e exibidos em telas IMAX por duas semanas, começando em 1 de setembro de 2017. ABC então transmitiu a série semanalmente começando com os dois primeiros episódios em 29 de setembro. A série não pretendia ser um retrabalho do filme planejado da Marvel Studios, nem um spin-off de Agents of S.H.I.E.L.D. Em dezembro de 2016, Scott Buck foi anunciado como showrunner e produtor executivo da série. Em fevereiro de 2017, Anson Mount foi escalado como Raio Negro. ABC cancelou a série em 11 de maio de 2018.

## Elenco e personagens
Lista de indicadore(s)
Esta seção inclui personagens que apareceram em uma das séries como membros do elenco principal ou como atores convidados em várias séries.
- Uma célula cinza escuro indica que o personagem não estava na série.
- Um SD indica que o personagem aparece em uma série digital.
- Um F indica que o personagem aparece em um filme.
- Um P indica uma participação especial na série.
- Um OS indica que o personagem aparece em um One-Shot.
- Um R indica um papel recorrente na série.

| Personagem                   | Agents of S.H.I.E.L.D.  | Agent Carter        | Inhumans         |
| ---------------------------- | ----------------------- | ------------------- | ---------------- |
| Lincoln Campbell             | Luke Mitchell           |                     |                  |
| Peggy CarterF OS             | Hayley AtwellP          | Hayley Atwell       |                  |
| Phil CoulsonSD F OS          | Clark Gregg             |                     |                  |
| Crystal                      |                         |                     | Isabelle Cornish |
| Roger Dooley                 |                         | Shea Whigham        |                  |
| Timothy "Dum Dum" DuganF OS  | Neal McDonoughP         | Neal McDonoughP     |                  |
| Leo FitzSD                   | Iain De Caestecker      |                     |                  |
| Gorgon                       |                         |                     | Eme Ikwuakor     |
| Lance Hunter                 | Nick Blood              |                     |                  |
| Edwin JarvisF                |                         | James D'Arcy        |                  |
| Daisy "Skye" Johnson QuakeSD | Chloe Bennet            |                     |                  |
| Karnak                       |                         |                     | Ken Leung        |
| Louise                       |                         |                     | Ellen Woglom     |
| Alphonso "Mack" MacKenzieSD  | Henry Simmons           |                     |                  |
| Melinda MaySD                | Ming-Na Wen             |                     |                  |
| Maximus                      |                         |                     | Iwan Rheon       |
| Medusa                       |                         |                     | Serinda Swan     |
| Bobbi Morse                  | Adrianne Palicki        |                     |                  |
| Raio Negro                   |                         |                     | Anson Mount      |
| Holden Radcliffe             | John Hannah             |                     |                  |
| Elena "Yo-Yo" RodriguezSD    | Natalia Cordova-Buckley |                     |                  |
| Jemma SimmonsSD              | Elizabeth Henstridge    |                     |                  |
| Deke Shaw                    | Jeff Ward               |                     |                  |
| Daniel Sousa                 | Enver GjokajR           | Enver Gjokaj        |                  |
| Jack Thompson                |                         | Chad Michael Murray |                  |
| Grant Ward                   | Brett Dalton            |                     |                  |

## Recepção

### Audiência
| Série                  | Temporada | Horário (ET) | Episódios | Primeira exibição      | Primeira exibição      | Última exibição         | Última exibição        | Rank da audiência | Média de expectadores (milhões) | 18–49 anos (Rank) | 18–49 anos (média da audiência) |
| Série                  | Temporada | Horário (ET) | Episódios | Data                   | Espectadores (milhões) | Data                    | Espectadores (milhões) | Rank da audiência | Média de expectadores (milhões) | 18–49 anos (Rank) | 18–49 anos (média da audiência) |
| ---------------------- | --------- | ------------ | --------- | ---------------------- | ---------------------- | ----------------------- | ---------------------- | ----------------- | ------------------------------- | ----------------- | ------------------------------- |
| Agents of S.H.I.E.L.D. | 1         | Terça 20:00  | 22        | 24 de setembro de 2013 | 12.12                  | 13 de maio de 2014      | 5.45                   | 43                | 8.31                            | 20                | 3.0                             |
| Agents of S.H.I.E.L.D. | 2         | Terça 21:00  | 22        | 23 de setembro de 2014 | 5.98                   | 15 de maio de 2015      | 3.88                   | 76                | 7.09                            | 32                | 2.7                             |
| Agents of S.H.I.E.L.D. | 3         | Terça 21:00  | 22        | 29 de setembro de 2015 | 4.90                   | 17 de maio de 2016      | 3.03                   | 85                | 5.52                            | 47                | 2.0                             |
| Agents of S.H.I.E.L.D. | 4         | Terça 22:00  | 22        | 20 de setembro de 2016 | 3.44                   | 16 de maio de 2017      | 2.08                   | 110               | 4.22                            | 70                | 1.5                             |
| Agents of S.H.I.E.L.D. | 5         | Sexta 21:00  | 22        | 1 de dezembro de 2017  | 2.54                   | 18 de maio de 2018      | 1.88                   | 133               | 3.57                            | 97                | 1.1                             |
| Agents of S.H.I.E.L.D. | 6         | Sexta 20:00  | 13        | 10 de maio de 2019     | 2.31                   | 2 de agosto de 2019     | 1.88                   | 158               | 2.25                            | 165               | 0.4                             |
| Agents of S.H.I.E.L.D. | 7         | Quarta 22:00 | 13        | 27 de maio de 2020     | 1.82                   | 12 de agosto de 2020    | 1.46                   | A ser anunciado   | A ser anunciado                 | A ser anunciado   | A ser anunciado                 |
| Agent Carter           | 1         | Terça 21:00  | 8         | 6 de janeiro de 2015   | 6.91                   | 24 de fevereiro de 2015 | 4.02                   | 74                | 7.14                            | 46                | 2.3                             |
| Agent Carter           | 2         | Terça 21:00  | 10        | 19 de janeiro de 2016  | 3.18                   | 1 de março de 2016      | 2.35                   | 109               | 4.37                            | 88                | 1.4                             |
| Inhumans               | 1         | Sexta 21:00  | 8         | 29 de setembro de 2017 | 3.75                   | 10 de novembro de 2017  | 1.95                   | 121               | 4.14                            | 1.2               | 80                              |

### Recepção da crítica
| Série                  | Temporada | Rotten Tomatoes    | Metacritic       |
| ---------------------- | --------- | ------------------ | ---------------- |
| Agents of S.H.I.E.L.D. | 1         | 88% (72 resenhas)  | 74 (33 resenhas) |
| Agents of S.H.I.E.L.D. | 2         | 91% (33 resenhas)  | —                |
| Agents of S.H.I.E.L.D. | 3         | 100% (22 resenhas) | —                |
| Agents of S.H.I.E.L.D. | 4         | 96% (25 resenhas)  | —                |
| Agents of S.H.I.E.L.D. | 5         | 100% (23 resenhas) | —                |
| Agents of S.H.I.E.L.D. | 6         | 93% (15 resenhas)  | —                |
| Agents of S.H.I.E.L.D. | 7         | 100% (14 resenhas) | —                |
| Agent Carter           | 1         | 96% (46 resenhas)  | 72 (27 resenhas) |
| Agent Carter           | 2         | 76% (21 resenhas)  | —                |
| Inhumans               | 1         | 11% (47 resenhas)  | 27 (20 resenhas) |

## Projetos abandonados

### Marvel's Most Wanted
Ex-espiões e ex-casados Bobbi Morse e Lance Hunter estão fugindo para tentar descobrir uma conspiração contra eles. Sem a ajuda da S.H.I.E.L.D., eles entram em uma difícil parceria com o aventureiro desonesto Dominic Fortune.
Em abril de 2015, a Marvel estava desenvolvendo uma série spin-off de Agents of S.H.I.E.L.D. A série, que estava sendo desenvolvida pelo produtor executivo Jeffrey Bell e roteirista Paul Zbyszewski de  Agents of S.H.I.E.L.D., seria baseada em histórias ocorridas no final da segunda temporada de Agents of S.H.I.E.L.D., e receberia seu próprio piloto em vez de um backdoor pilot. Adrianne Palicki e Nick Blood entraram em discussões para encabeçar a possível nova série como seus personagens Bobbi Morse e Lance Hunter, respectivamente. Em 7 de maio de 2015—quando a ABC anunciou as renovações, cancelamentos e novas opções de séries—o spin-off de Agents of S.H.I.E.L.D. foi recusado. Em agosto de 2015, a série spin-off de Agents of S.H.I.E.L.D. ganhou nova vida como uma série retrabalhada, intitulada Marvel's Most Wanted, com um piloto encomendado. Bell e Zbyszewski mais uma vez desenvolveram a série, enquanto também serviam como co-roteiristas do piloto. A série ainda se focaria em Morse e Hunter, com Palicki e Blood ambos envolvidos, e foi descrita como "uma nova abordagem com foco na mesma dupla e suas aventuras contínuas." Em maio de 2016, a série foi recusada pela ABC mais uma vez.

### Série sem título desenvolvida por John Ridley
A partir de meados de abril de 2015, a Marvel trabalhou com o roteirista John Ridley para criar uma nova série de televisão, "reinventando" um personagem ou propriedade existente da Marvel. Em janeiro de 2016, Ridley confirmou que o projeto estava em desenvolvimento e afirmou que estava procurando "trazer um pouco da natureza socialmente consciente" de Jessica Jones e sua série American Crime para o projeto, enquanto também criava algo que fosse "entretenimento puro". Um ano depois, Channing Dungey revelou que o projeto de Ridley ainda estava progredindo, com Ridley trabalhando na reescrita de seu roteiro. Ridley acrescentou que a reescrita não foi porque "algo não funcionou da primeira vez", mas sim tentar garantir que a série faça algo que os espectadores não necessariamente viram antes em uma série de super-heróis, esperando que ela ocupasse "um espaço que não está sendo preenchido" pela Marvel. Ele também afirmou que esperava criar a série "no curto prazo". Em agosto de 2017, Dungey "não tinha certeza" se Ridley ainda estava trabalhando na série. Foi confirmado que o projeto tinha "parado" em dezembro de 2019.

### Damage Control
A série seguiria uma equipe de limpeza sobrecarregada e mal paga que se especializa em lidar com as consequências de conflitos de super-heróis, reagendando eventos devido aos conflitos e recuperando itens perdidos.
Em outubro de 2015, a ABC encomendou um piloto para uma série de comédia live-action de meia hora, Marvel's Damage Control, baseada na construtora de quadrinhos homônima. A série estava sendo desenvolvida por Ben Karlin para ABC Studios e Marvel Television, com Karlin escrevendo o roteiro e servindo como produtor executivo. O então presidente da ABC Entertainment, Paul Lee, queria que a série começasse a ir ao ar já na temporada de televisão de 2016–17. Qualquer desenvolvimento da série foi encerrado em dezembro de 2019.
A organização do Controle de Danos foi mencionada em Agents of S.H.I.E.L.D., antes de ser introduzida em Spider-Man: Homecoming com Tyne Daly interpretando a chefe do departamento Anne Marie Hoag.

### Série sem título desenvolvida por Allan Heinberg
Dungey disse em maio de 2016 que havia "um punhado de projetos em desenvolvimento", depois de recusar Marvel's Most Wanted e cancelar Agent Carter, e que a Marvel e a ABC estavam procurando "séries que seriam benéficas para ambas as marcas." Em janeiro de 2018, ela observou que a Marvel e a ABC "tentaram algumas coisas que não funcionaram tão bem quanto gostaríamos. Desenvolvemos algumas coisas nesta temporada que não achamos que vai acabar indo em frente, então vamos olhar com muito cuidado sobre o que faremos a seguir, porque a ideia para nós é chegar a algo que funcione muito bem tanto para a Marvel quanto para a ABC, então vamos continuar tentando lá." Em agosto, Dungey disse "estamos preparando algumas coisas para transmitir" em termos de uma possível nova série da Marvel na ABC, e que havia uma ideia em particular que ela estava animada para falar. Em setembro de 2018, a ABC assumiu o compromisso de produção de uma série com super-heroínas menos conhecidas, escrita e produzida executivamente por Allan Heinberg. Jeph Loeb também foi definido como produtor executivo da possível série. A ideia tinha sido um "forte candidato desde o início" em termos da nova série que a Marvel e a ABC estavam desenvolvendo.

### Outros
Em janeiro de 2016, Lee anunciou que a ABC Studios estava desenvolvendo uma segunda série de comédia com a Marvel após Damage Control, na esperança de que fosse ao ar na ABC. Em agosto de 2019, o presidente da ABC Entertainment, Karey Burke, afirmou que a ABC estava em discussões ativas com a Marvel sobre "um projeto em particular" que seria "algo totalmente novo, principalmente" e seria uma série de super-heróis com foco em mulheres. Este projeto foi separado da série de super-heróis com foco em mulheres desenvolvida para a ABC por Allan Heinberg no início de 2019. Deadline Hollywood reportou que os planos para a série haviam "parado" em janeiro de 2020, um mês depois que a Marvel Television anunciou que não estava mais desenvolvendo novas séries. No entanto, em fevereiro de 2019, a ABC optou por não prosseguir com o piloto, apesar de seu "grande" compromisso de produção. Nellie Andreeva do Deadline Hollywood disse que não estava claro se a série seria redesenvolvida.